# جيانغ تاو (ملاكم)
جيانغ تاو (16 أبريل 1970 في الصين - ) هو ملاكم صيني. شارك في الألعاب الأولمبية الصيفية 1996.

## وصلات خارجية
- جيانغ تاو على موقع أوليمبيديا (الإنجليزية)